# 寄生兽
《寄生獸》（日语：ネオ寄生獣）是日本漫畫家岩明均創作的漫畫作品。前3話發表於《Morning OPEN增刊》，後於講談社漫畫雜誌《月刊Afternoon》1990年至1995年期間進行連載，單行本全10卷。完全版全8卷，於2010年發行。新裝版全10卷，於2014年發行。《寄生獸》曾獲得1993年第17回講談社漫畫賞，與1996年的第27回星雲獎。截至2014年7月30日，漫畫銷售達1100萬本。
著名導演詹姆斯·卡梅隆曾多次表示希望將《寄生獸》改編為電影，計劃《銃夢》與《寄生獸》項目同時進行，但由於版權屆滿而不再擁有版權而未實現。2013年日本公佈由東寶公司和导演山崎貴合作改編為真人電影，第一部在2014年11月29日於日本上映、台灣則於2014年12月19日上映。第二部則在2015年4月25日上映、台灣則於2015年5月8日上映。2014年公佈由MADHOUSE改編為電視動畫的消息，並於2014年10月8日於日本電視台開始播出動畫《寄生獸 生命的準則》。

## 作品設計
某天於地球上空出現無數孢子，從孢子中誕生的幼蟲侵入人類身體後，游向腦部並進行寄生，完成後便與腦部同化。被寄生後頭部能任意變形，並開始捕殺與宿主同種的人類。由於寄生生物的出現導致頻頻出現「碎屍殺人事件」，但人類卻欠缺警覺性地忽視這些慘案，而隨著寄生生物逐漸了解人類社會後，學會了計劃組織並利用政治的權柄保障己方族類的生存，人類的未來陷入無盡的恐慌中。主角泉新一是被寄生生物寄生的人類之一，但是由於寄生生物入侵他的體內失敗，寄生生物並沒有成功與他的腦部合體，而是寄生在他的右手上。泉新一與右手上被其命名為「米奇」的寄生生物為了生存，不得不展開一系列與其他寄生生物的殊死搏鬥。而故事亦探討了許多關於生存、生命存在目等哲學議題，以及對於地球的主宰地位表達了批判與反思。雖然故事中寄生生物捕殺人類的主要原因是捕食慾望，寄生生物依靠人類宿主的消化系統吃人類的食物也可以生存，換言之獵食人類是出於生存之外的本能。但更深層的原因是：寄生生物一開始被下了指令，要殺死並奪取宿主人類的腦部，這也呼應人類對生態系統而言是「毒」，而寄生生物代表了「解藥」。
岩明均最初是在朋友的建議下開始嘗試繪畫《寄生兽》漫畫。而當中的寄生生物是他自行構思的，並受到《怪醫黑傑克》的影響。而他一開始就構想出結局應如何收結。而後藤在原先構想的結局中會在戰爭後成為巨型生物或飛至別處，而非新一再在後方看到他。連載期間曾有讀者要求岩明均不要讓某角色去世，不過他沒有因此受影響。以由於故事設定在原作漫畫連載的時期，即1980年代末至1990年代初。因此不良學生的描繪也反映到當時的時代感，女學生的裙子也比現時的長，還有男學生梳這當時很流行的力怎頭。
故事中出現的地名有不少都是虛構的，如泉新一居住地的鄰鎮「東福山市」（ひがしふくやまし），即廣川就任市長的地方，還有泉新一為母親報仇而與寄生生物戰鬥的，位於靜岡縣伊豆的虛構地點「櫻崎」（さくらさき）。

## 劇情大綱
某日天空上出現了無數網球大小的孢子，這些孢子飄落到物體上便裂開，外表像蛇的生物從孢子中爬了出來。
高中生泉新一正在床上聽著隨身聽，此時有一條「蛇」從窗外爬進房間，因為新一戴著耳機，「蛇」選擇從鼻孔進入新一的腦部。新一因為有異物鑽進鼻孔而打了個噴嚏，看到「蛇」之後打算以報紙把那條「蛇」打死。不料那條「蛇」突然跳向新一的頭部，他本能地以右手阻擋，「蛇」於是鑽進新一的右手並不斷往上爬，新一立即以耳機的電線捆著手臂以阻止「蛇」的行動。被新一房裡的聲響吵醒的父母走進房間，並對新一所說的有「蛇」鑽進他手中表示懷疑，而此時新一發覺右手已無異樣故上床就寢。
翌日，一名被「蛇」鑽進耳朵的男子在鏡子面前，不斷做著各種各樣的怪異表情。不久妻子叫他吃早餐，而男子卻雙手搭著妻子肩膀，並慢慢說出「吃...早...餐...」。隨即男子的頭部如同帶著成排尖牙的花朵般裂開，朝其妻子咬噬而去，妻子頓時身首異處血花四濺。
在放學途中，新一的右手開始不受控制的運動並自行變換形狀，右手甚至激怒了一群不良少年，還將他們全部打倒，這令新一感到異常驚愕。回到家後他嘗試以小刀插向右手，卻發覺右手已沒了感覺，而此時右手的食指和中指之間突然裂開，變成了一張淌血的嘴，中指和無名指變成了眼睛，「右手」甚至開始說話：「遺憾...我...右手...失敗了」，新一向其詢問自己的右手在哪，卻被告知右手被牠吃掉了；新一繼續以小刀攻擊時，牠卻利落地接下了小刀並將刀片折斷下來，射向新一背後的天花板。牠告訴渾身顫抖的新一自己還不太會說話，希望新一教牠。
從此新一就與右手上被其命名為「米奇」的寄生生物共存，卻難以向人吐露真相，同時「米奇」的同類也接連出現在他們面前，他與「米奇」之間的關係亦漸漸起了微妙的變化......

## 設定

### 寄生生物
故事一開始以網球大小的孢子狀態從空中飄落，碰到物體後裂開，外表像蛇的寄生生物幼蟲就會從孢子中爬出來。故事初期並沒有詳細解釋其起源，其中有些人類提出外星人理論、突變理論、疾病理論和生物武器理論等等。而作者後來指出這些孢子是從森林中飄出來的，所以寄生生物是地球上的天然產物。

故事中，從胞子中誕生的幼蟲會奪取其他生物的腦部，之後就會捕食該類生物，如果奪取了人類的腦部就會吃人。在胞子降到地球後，各地區逐漸出現寄生生物進食後剩餘的人類殘肢，新聞把這稱為「碎屍殺人事件」。那時沒人知道是寄生生物的作為，只有新一知道真相。受害者遍布世界各地，但五個月後還連一個犯人都抓不到，有人認為是崇尚邪教的極端組織所為。在故事後期，寄生生物的存在愈來愈明顯，人類開始研擬消滅寄生生物的方法。
- 寄生前的寄生生物，首先處於孢子狀態，網球大小的孢子，表面充滿絨毛，在接觸到地面時會因衝擊而裂開，寄生生物幼蟲從中爬出。幼蟲狀態外表如大型的蛭或蚯蚓（新一和宇田把其誤認成蛇[8][9]），頭部前端像鑽頭、上半身有些向外伸展的突起物。能從門窗的小間隙進入屋內，也有跳躍力，例如在寄生新一時從高處跳下來鑽進他的右手[10]，還有在寄生宇田時從地面跳上他的脖子[11]。
- 寄生生物多數從鼻孔或耳孔等頭部的孔洞侵入人體，如果失敗就會直接以頭部鑽進人體並爬向腦部，在成熟前到達就能成功奪取腦部。

#### 思考與行為
寄生生物的本能是種單純奪取人類腦部的生物，成功奪取後便有這捕殺人類的本能，所以即使能吃人類的食物，也仍然會捕食人類。寄生生物的性格都有所差異，但基本的思考模式都跟人類不同，無法理解人類的情感，因此相當冷酷。有強烈的求生本能，為保護自己會毫不猶豫地殺害人類甚至是同類也不例外。

智慧及學習能力非常高，只需看電視或書籍等就能在短時間內學會人類的語言，米奇甚至能夠駕駛。故事開始時，寄生生物基本上都是單獨行動，隨意捕食，後來寄生生物學會組織行動，並妥善處理屍體，使受害者彷彿失蹤，造成一種「碎屍殺人事件」數量減少的假象。原先寄生生物不會有臉部表情，但有經驗的個別寄生生物學會了控制臉部表情，如：憤怒時臉部至頸部會充血並表現出憤怒表情的草野、以豐富臉部表情來欺騙人類的三木。
寄生生物的思考及行動，會受宿主所處的環境及各種條件影響而改變，其次就是寄生生物本身性格上的差異。以田宮良子為例，她在奪取腦部後還繼承了宿主以前的身分，是珍惜宿主身份的類型，這就是導致她與其他寄生生物的性質及思考方式有顯著差異的主要因素。隨著時間的推移，田宮良子嘗試了解人類的思考方式，並以死保護宿主肉體所生下來的孩子，有了人類所稱的「母性」；米奇願意為他人而犧牲自己的性命，這都是寄生生物原本沒有的。

寄生生物思考方式的其中一個特點就是「對姓名不在乎」，認為名字沒有意義，只是為了方便而暫時定名，除了三木以外，夏巴、米奇、後藤等大部分寄生生物都異口同聲地說「名字根本無關緊要」。當新一說要為米奇取名字時，牠卻以「不需要。我不是人類，也不是寵物」為由一口拒絕，為了方便而把牠稱為「ミギー」就好，意思為「右」。就連高智慧的田宮良子也表現出這樣的傾向，她把原本的身份捨棄並改變形貌後，也捨棄了自己的名字(但新名字跟原先的名字類似）。

#### 身體特質
寄生生物以「寄生部分」進行思考，人類肉體部分則被稱為「宿主」。

寄生生物奪取人類腦部後同化並控制全身，樣貌跟宿主一樣，但完全變成另一個人格。寄生的頭部及表面全體皆為「腦細胞」，亦可兼任腦、眼、觸手、口等各種角色。其外表看似跟普通人類沒有分別，但頭部卻能自由變形，可以變得如橡膠那樣柔軟有彈性，也可以變得如鋼鐵那樣堅硬；變成刀刃狀時的力量強得能切斷鋼鐵，身體各方面能力都比人類強，例如腕力及動態視力等。因此劇中的學者由井把寄生生物的細胞形容為「會思考的肌肉」，而分辨寄生生物的方法恰好是，把被寄生人類的頭髮拔下來後，其髮絲是否會蠕動。寄生部分移動或與他人合體，即同部位的移動、不同部位的移動以及合體。

寄生生物並不會在身體受創時表現出感到痛楚的表現，但會察覺到身體受創及自身遇到的危險。攻擊寄生部分並不能對其造成重創，因其很輕易就能進行再結合。寄生部分其實只是藉著宿主的內臟、消化器官及血液循環才能生存，一旦主要內臟的機能停止，寄生部分很快就會死去。把寄生部分與宿主肉體分離，寄生部分也很快會因缺乏供血而急速枯萎死亡。宿主的身體尤其是心臟，即是寄生生物的弱點。

#### 寄生失敗
幼蟲型態時被發現、滅殺，又或者是進入體內後被排除、甚至是寄生到正在死亡的個體，都是寄生失敗。
寄生生物是否有性別不得而知，然而似乎第一名宿主會有一定程度影響。如果第一名宿主為男性，則該寄生生物就可視為男性。
當寄生生物因為某種原因必須更換身體時，如果選擇了與第一名宿主相異的性別，則有可能造成生理混亂，導致無法操縱新的身體，如寄生在泉新一母親身上的寄生生物，此種情形也可以稱之為寄生失敗。

#### 新一和米奇的變化
在新一被寄生在母親身體上的寄生生物刺穿胸部造成重傷，而由米奇以自身細胞填補傷口後，得到了可與一般寄生生物抗衡的體能，包括超越人類的力量、速度、反應、爆發力等。米奇的細胞進入新一體內後，稍微改變了他的思考模式，新一會開始以非人類的角度看待事物，如把死掉的狗丟到垃圾桶並說出「小狗的屍體只不過是小狗造型的黏土」，且目光不時會流露出非人類的凶狠獸性；思維的轉變在身體因重傷融入更多米奇的細胞後變得更為明顯，更有寄生生物的「冷血」感覺。
米奇因修補新一的身體後變得虛弱，每天會有四小時陷入休眠狀態，訊號變得微弱。另一方面，隨著與新一的相處和寄生在人類世界的時間拉長，米奇變得世故，亦開始理解人類的思維，甚至自己也不知不覺地沾染了人類的情感。在故事最後米奇經歷過被後藤控制的奇妙感覺後決定永久沉睡，就算沉睡中醒來還是會瞬間永眠。

## 出版書籍

### 單行本
| 集數 | 講談社         | 講談社                 | 東立出版社    | 東立出版社             |
| 集數 | 發售日期       | ISBN                   | 發售日期      | ISBN                   |
| ---- | -------------- | ---------------------- | ------------- | ---------------------- |
| 1    | 1990年7月20日  | ISBN 978-4-06-314026-2 | 1999年9月14日 | ISBN 978-957-34-1351-6 |
| 2    | 1991年1月18日  | ISBN 978-4-06-314029-3 | 1999年9月14日 | ISBN 978-957-34-1352-3 |
| 3    | 1991年7月18日  | ISBN 978-4-06-314036-1 | 1999年9月14日 | ISBN 978-957-34-1353-0 |
| 4    | 1992年1月20日  | ISBN 978-4-06-314040-8 | 1999年9月14日 | ISBN 978-957-34-1354-7 |
| 5    | 1992年8月19日  | ISBN 978-4-06-314045-3 | 1999年9月14日 | ISBN 978-957-34-1355-4 |
| 6    | 1993年1月19日  | ISBN 978-4-06-314054-5 | 1999年9月14日 | ISBN 978-957-34-1356-1 |
| 7    | 1993年7月20日  | ISBN 978-4-06-314064-4 | 1999年9月14日 | ISBN 978-957-34-1357-8 |
| 8    | 1994年2月16日  | ISBN 978-4-06-314076-7 | 1999年9月14日 | ISBN 978-957-34-1358-5 |
| 9    | 1994年11月11日 | ISBN 978-4-06-314095-8 | 1999年9月14日 | ISBN 978-957-34-1359-2 |
| 10   | 1995年3月15日  | ISBN 978-4-06-314107-8 | 1999年9月14日 | ISBN 978-957-34-1360-8 |

### 完全版
| 集數 | 講談社        | 講談社                 | 天下出版       | 天下出版               | 玉皇朝（再版） | 玉皇朝（再版）         | 東立出版社     | 東立出版社                           |
| 集數 | 發售日期      | ISBN                   | 發售日期       | ISBN                   | 發售日期       | ISBN                   | 發售日期       | ISBN                                 |
| ---- | ------------- | ---------------------- | -------------- | ---------------------- | -------------- | ---------------------- | -------------- | ------------------------------------ |
| 1    | 2003年1月23日 | ISBN 978-4-06-334664-0 | 2005年8月5日   | ISBN 978-988-207-563-4 | 2018年7月27日  | ISBN 978-988-8507-48-1 | 2023年9月21日  | ISBN 978-626-372-427-3（首刷附錄版） |
| 2    | 2003年1月23日 | ISBN 978-4-06-334665-7 | 2005年8月23日  | ISBN 978-988-207-564-1 | 2018年8月31日  | ISBN 978-988-8507-49-8 | 2023年10月20日 | ISBN 978-626-372-428-0（首刷附錄版） |
| 3    | 2003年2月21日 | ISBN 978-4-06-334680-0 | 2005年9月13日  | ISBN 978-988-207-579-5 | 2018年10月2日  | ISBN 978-988-8507-56-6 | 2023年11月20日 | ISBN 978-626-372-429-7（首刷附錄版） |
| 4    | 2003年2月21日 | ISBN 978-4-06-334681-7 | 2005年10月6日  | ISBN 978-988-207-585-6 | 2018年10月31日 | ISBN 978-988-8507-57-3 | 2023年12月21日 | ISBN 978-626-372-430-3（首刷附錄版） |
| 5    | 2003年3月17日 | ISBN 978-4-06-334692-3 | 2005年10月24日 | ISBN 978-988-207-597-9 | 2018年11月30日 | ISBN 978-988-8507-79-5 | 2024年1月22日  | ISBN 978-626-372-431-0（首刷附錄版） |
| 6    | 2003年4月23日 | ISBN 978-4-06-334697-8 | 2005年11月21日 | ISBN 978-988-207-598-6 | 2018年12月30日 | ISBN 978-988-8507-80-1 | 2024年2月22日  | ISBN 978-626-372-432-7（首刷附錄版） |
| 7    | 2003年5月23日 | ISBN 978-4-06-334722-7 | 2005年12月10日 | ISBN 978-988-207-599-3 | 2019年1月30日  | ISBN 978-988-8507-91-7 | 2024年3月29日  | ISBN 978-626-02-0309-2（首刷附錄版） |
| 8    | 2003年6月23日 | ISBN 978-4-06-334734-0 | 2006年1月5日   | ISBN 978-988-207-600-6 | 2019年3月8日   | ISBN 978-988-8507-92-4 | 2024年4月26日  | ISBN 978-626-02-0310-8（首刷附錄版） |

| 集數 | 講談社        |
| 集數 | 發售日期      |
| ---- | ------------- |
| 1    | 2014年2月21日 |
| 2    | 2014年2月21日 |
| 3    | 2014年2月21日 |
| 4    | 2014年2月21日 |
| 5    | 2014年2月21日 |
| 6    | 2014年3月14日 |
| 7    | 2014年3月28日 |
| 8    | 2014年4月11日 |
| 9    | 2014年4月25日 |
| 10   | 2014年5月9日  |

| 集數 | 講談社        | 講談社                 |
| 集數 | 發售日期      | ISBN                   |
| ---- | ------------- | ---------------------- |
| 1    | 2014年8月8日  | ISBN 978-4-06-377048-3 |
| 2    | 2014年8月8日  | ISBN 978-4-06-377049-0 |
| 3    | 2014年8月8日  | ISBN 978-4-06-377050-6 |
| 4    | 2014年8月8日  | ISBN 978-4-06-377051-3 |
| 5    | 2014年9月9日  | ISBN 978-4-06-377058-2 |
| 6    | 2014年9月9日  | ISBN 978-4-06-377059-9 |
| 7    | 2014年9月9日  | ISBN 978-4-06-377060-5 |
| 8    | 2014年10月9日 | ISBN 978-4-06-377072-8 |
| 9    | 2014年10月9日 | ISBN 978-4-06-377073-5 |
| 10   | 2014年10月9日 | ISBN 978-4-06-377074-2 |

### 各話標題
| 話數 | 卷數   | 卷數   | 卷數   | 講談社 | 東立出版社   | 天下出版     |
| 話數 | 單行本 | 新裝版 | 完全版 | 講談社 | 東立出版社   | 天下出版     |
| ---- | ------ | ------ | ------ | ------ | ------------ | ------------ |
| 1    | 1      | 1      | 1      |        | 侵入         | 侵入         |
| 2    | 1      | 1      | 1      |        | 野獸         | 野獸         |
| 3    | 1      | 1      | 1      |        | 接觸         | 接觸         |
| 4    | 1      | 1      | 1      |        | 殺氣         | 殺氣         |
| 5    | 1      | 1      | 1      |        | 勤勉好學     | 喜歡學習     |
| 6    | 1      | 1      | 1      |        | 田宮良子     | 田宮良子     |
| 7    | 1      | 1      | 1      |        | 襲擊         | 襲擊         |
| 8    | 2      | 2      | 1      |        | 種           | 種           |
| 9    | 2      | 2      | 1      |        | 母親         | 母親         |
| 10   | 2      | 2      | 2      |        | 信念         | 堅持         |
| 11   | 2      | 2      | 2      |        | 別離         | 離別         |
| 12   | 2      | 2      | 2      |        | 胸口的傷     | 胸口的洞     |
| 13   | 2      | 2      | 2      |        | 無淚的悲傷   | 流不出的淚   |
| 14   | 2      | 2      | 2      |        | 伙伴         | 同伴         |
| 15   | 3      | 3      | 2      |        | 消失的30%    | 消失的30%    |
| 16   | 3      | 3      | 2      |        | 旅行結束     | 旅途結束     |
| 17   | 3      | 3      | 2      |        | 變貌         | 外貌改變     |
| 18   | 3      | 3      | 3      |        | 人類         | 人類         |
| 19   | 3      | 3      | 3      |        | 島田秀雄     | 島田秀雄     |
| 20   | 3      | 3      | 3      |        | 預兆         | 預兆         |
| 21   | 4      | 4      | 3      |        | 觀察         | 觀察         |
| 22   | 4      | 4      | 3      |        | 龜裂         | 龜裂         |
| 23   | 4      | 4      | 3      |        | 混亂跟殺戮   | 混亂與殺戮   |
| 24   | 4      | 4      | 3      |        | 一擊         | 一擊         |
| 25   | 4      | 4      | 3      |        | 影響         | 餘波         |
| 26   | 4      | 4      | 4      |        | 少女的夢想   | 少女的夢     |
| 27   | 5      | 5      | 4      |        | 演習         | 演習         |
| 28   | 5      | 5      | 4      |        | 和平的日子   | 平靜的一天   |
| 29   | 5      | 5      | 4      |        | 加奈         | 加奈         |
| 30   | 5      | 5      | 4      |        | 超能力       | 超能力       |
| 31   | 5      | 5      | 4      |        | 紅色的眼淚   | 紅色的淚     |
| 32   | 5      | 5      | 4      |        | 田村玲子     | 田村玲子     |
| 33   | 6      | 6      | 4      |        | 目擊者       | 目擊者       |
| 34   | 6      | 6      | 5      |        | 鐵與玻璃     | 鐵與玻璃     |
| 35   | 6      | 6      | 5      |        | 對姓名不在乎 | 不在乎名字   |
| 36   | 6      | 6      | 5      |        | 惡魔的容貌   | 惡魔的面貌   |
| 37   | 6      | 6      | 5      |        | 餐館         | 食堂         |
| 38   | 6      | 6      | 5      |        | 敵對         | 敵對         |
| 39   | 7      | 7      | 5      |        | 刺客         | 刺客         |
| 40   | 7      | 7      | 5      |        | 司令塔       | 司令塔       |
| 41   | 7      | 7      | 5      |        | 完全體       | 完全體       |
| 42   | 7      | 7      | 6      |        | 弱小家族①    | 小家族①      |
| 43   | 7      | 7      | 6      |        | 弱小家族②    | 小家族②      |
| 44   | 7      | 7      | 6      |        | 性急         | 性急         |
| 45   | 7      | 7      | 6      |        | 冷血之戰     | 冷血戰爭     |
| 46   | 8      | 8      | 6      |        | 鄰鎮的公園   | 鄰市的公園   |
| 47   | 8      | 8      | 6      |        | 為人父母者   | 為人父母     |
| 48   | 8      | 8      | 6      |        | 我回來了     | 我回來了     |
| 49   | 8      | 8      | 6      |        | 對看實驗     | 相親實驗     |
| 50   | 8      | 8      | 7      |        | 兇器         | 兇器         |
| 51   | 8      | 8      | 7      |        | 方向         | 方向         |
| 52   | 9      | 9      | 7      |        | 包圍         | 包圍         |
| 53   | 9      | 9      | 7      |        | 點燃戰火     | 導火線       |
| 54   | 9      | 9      | 7      |        | 壓制         | 壓制         |
| 55   | 9      | 9      | 7      |        | 寄生獸       | 寄生獸       |
| 56   | 9      | 9      | 7      |        | 頭           | 頭           |
| 57   | 9      | 9      | 7      |        | 英雄         | 英雄         |
| 58   | 9      | 9      | 8      |        | 米奇         | 右           |
| 59   | 10     | 10     | 8      |        | 老婆婆       | 老婆婆       |
| 60   | 10     | 10     | 8      |        | 覺悟         | 覺悟         |
| 61   | 10     | 10     | 8      |        | 異形         | 異形         |
| 62   | 10     | 10     | 8      |        | 早晨         | 早晨         |
| 63   | 10     | 10     | 8      |        | 回歸平靜     | 回到日常生活 |
| 64   | 10     | 10     | 8      |        | 因為有你     | 你           |

## 電視動畫
《寄生獸 生命的準則》2014年10月起於日本電視台放送，全24話。中国大陆方面自2015年6月起，因其涉嫌血腥暴力等因素，被中华人民共和国文化部纳入了《网络动漫黑名单》，并在该名单发布之后在中国大陆管辖境内禁播。

### 製作
- 原作：岩明均
- 導演：清水健一
- 副導演：山城智恵
- 系列構成：米村正二
- 角色設計：平松禎史
- 副角色設計、總作畫監督：小丸敏之
- 動畫導演：垪和等、菅野芳弘、Yang Byung-Gil、水谷正之
- 美術導演：赤井文尚
- 色彩設計：橋本賢
- 攝影導演：伏原茜
- 特效動畫導演：福士直也
- 編輯：木村佳史子
- 音樂：Ken Arai
- 音響導演：山田知明
- 製片人：中谷敏夫、稻毛弘之、桐本篤、大島由香、塩入聡太、深田大介
- 動畫製作人：林雅紀
- 動畫製作：MADHOUSE
- 製作：日本電視台、Vap、Forecast Communications花扎

### 歌曲
片頭曲「Let Me Hear」
主唱：Fear, and Loathing in Las Vegas
片尾曲「IT'S THE RIGHT TIME」
作詞：Daichi Miura/Liv NERVO/Mim NERVO
作曲：T-SK/Liv NERVO/Mim NERVO/Daichi Miura
主唱：三浦大知

### 各話列表
動畫的各話標題大部分來自書名（第11話、第22話及第23話除外），並非原作的各話標題。
| 話數        | 日文標題    | 中文標題       | 劇本     | 分鏡       | 演出            | 作畫監督                                             | 原作話數 （單行本、新裝版） | 原作話數 （完全版） |
| ----------- | ----------- | -------------- | -------- | ---------- | --------------- | ---------------------------------------------------- | --------------------------- | ------------------- |
| stage:1     | [ d ]       | 變身           | 米村正二 | 清水健一   | 山城智恵        | 平松禎史                                             | 第1卷                       | 第1卷               |
| stage:2     | [ e ]       | 肉體的惡魔     | 米村正二 | 清水健一   | 葛谷直行        | 吉田徹、垪和等                                       | 第1卷                       | 第1卷               |
| stage:3     | [ f ]       | 饗宴           | 藤田伸三 | 澤井幸次   | 澤井幸次        | 嶋謙一                                               | 第1卷                       | 第1卷               |
| stage:4     | [ g ]       | 亂髮           | 米村正二 | 佐藤雄三   | 石田暢          | 蘆谷耕平                                             | 第1卷 第2卷                 | 第1卷               |
| stage:5     | [ h ]       | 異鄉人         | 米村正二 | 高橋亨     | 又野宏道        | 山崎展義                                             | 第2卷                       | 第2卷               |
| stage:6     | [ i ]       | 太陽再度升起   | 米村正二 | 青山弘     | 山城智惠        | 櫻井邦彥                                             | 第2卷                       | 第2卷               |
| stage:7     | [ j ]       | 暗夜旅程       | 藤田伸三 | 細川秀樹   | 稻葉友紀        | Kin Bong Duck 、原田理惠                             | 第2卷 第3卷                 | 第2卷               |
| stage:8     | [ k ]       | 冰點           | 米村正二 | 澤井幸次   | 澤井幸次        | 嶋謙一                                               | 第3卷                       | 第2卷 第3卷         |
| stage:9     | [ l ]       | 善恶的彼岸     | 藤田伸三 | 原博       | 川村賢一        | 芦谷耕平、垪和等                                     | 第3卷 第4卷                 | 第3卷               |
| stage:10    | [ m ]       | 發狂的宇宙     | 米村正二 | 三條なみみ | 白石道太        | 川村有希、川村幸紀 中小路佳毅、松下純子 窪敏、篠田章 | 第4卷                       | 第3卷               |
| stage:11    | [ n ]       | 青鳥           | 米村正二 | 宍戸淳     | 又野弘道        | 山崎展義                                             | 第4卷 第5卷                 | 第4卷               |
| stage:12    | [ o ]       | 心             | 米村正二 | 清水健一   | 山城智恵        | 櫻井邦彦                                             | 第5卷                       | 第4卷               |
| stage:13    | [ p ]       | 悲傷-你好      | 藤田伸三 | 佐山聖子   | 葛谷直行        | 原田峰文、崎口さおり 上原史也、窪敏                  | 第5卷 第6卷                 | 第4卷 第5卷         |
| stage:14    | [ q ]       | 利己的遺傳基因 | 米村正二 | 澤井幸次   | 澤井幸次        | 嶋謙一                                               | 第6卷                       | 第5卷               |
| stage:15    | [ r ]       | 迎面而來的道路 | 藤田伸三 | 青山弘     | 石田暢 川村賢一 | 垪和等、芦谷耕平                                     | 第6卷 第7卷                 | 第5卷               |
| stage:16    | [ s ]       | 幸福的家庭     | 米村正二 | 三條なみみ | 稻葉友紀        | 原田理惠、牙威格斗 LIM SEUNG BONG                    | 第7卷                       | 第5卷 第6卷         |
| stage:17    | [ t ]       | 瀕死的偵探     | 藤田伸三 | 澤井幸次   | 又野弘道        | 山崎展義                                             | 第7卷 第8卷                 | 第6卷               |
| stage:18    | [ u ]       | 人類以上       | 米村正二 | 佐山聖子   | 山城智恵        | 櫻井邦彦                                             | 第8卷                       | 第6卷               |
| stage:19    | [ v ]       | 冷血           | 米村正二 | 清水健一   | 白石道太        | 川村有希、松下純子 中小路佳毅、石井ゆみこ 木下由美子 | 第8卷 第9卷                 | 第7卷               |
| stage:20    | [ w ]       | 罪與罰         | 藤田伸三 | 清水健一   | 澤井幸次        | 嶋謙一                                               | 第9卷                       | 第7卷               |
| stage:21    | [ x ] [ y ] | 性與聖         | 米村正二 | 清水健一   | 石田暢          | 芦谷耕平、垪和等                                     | 第9卷                       | 第7卷               |
| stage:22    | [ z ]       | 靜與醒         | 米村正二 | 三條なみみ | 葛谷直行        | 原田峰文                                             | 第9卷 第10卷                | 第7卷 第8卷         |
| stage:23    | [ aa ]      | 生與誓         | 米村正二 | 佐藤雄三   | 又野弘道        | 山崎展義                                             | 第10卷                      | 第8卷               |
| final stage |             | 寄生獸         | 米村正二 | 佐山聖子   | 山城智惠        | 櫻井邦彥                                             | 第10卷                      | 第8卷               |

### 播放電視台
日本深夜動畫：下文記載的日本国内播放時間使用日本標準時間（UTC+9）表示。因為部分時間标识會採用30小时制，因此請留意这类超过24:00的时间，其實際播放時間為翌日清晨。
| 播放地方 | 播放電視台       | 播放日期                     | 播放時間（UTC+9）         | 所屬聯播網          | 備註           |
| -------- | ---------------- | ---------------------------- | ------------------------- | ------------------- | -------------- |
| 關東地方 | 日本電視台       | 2014年10月8日－2015年3月25日 | 星期三 25時29分－25時59分 | 日本電視網          | 製作局         |
| 鹿兒島縣 | 鹿兒島讀賣電視台 | 2014年10月17日－             | 星期五 25時55分－26時25分 | 日本電視網          |                |
| 北海道   | 札幌電視台       | 2014年10月17日－             | 星期五 26時00分－26時30分 | 日本電視網          |                |
| 宫城县   | 宮城電視台       | 2014年10月17日－             | 星期五 26時25分－26時55分 | 日本電視網          |                |
| 福岡縣   | 福岡放送         | 2014年10月20日－             | 星期一 25時59分－26時29分 | 日本電視網          |                |
| 日本全國 | BS日本           | 2014年10月21日－2015年4月8日 | 星期二 26時30分－27時00分 | 日本電視網 衛星電視 |                |
| 靜岡縣   | 靜岡第一電視台   | 2014年10月22日－             | 星期三 26時04分－26時34分 | 日本電視網          |                |
| 長野縣   | 信州電視台       | 2014年10月23日－             | 星期四 26時14分－26時44分 | 日本電視網          |                |
| 愛媛縣   | 南海放送         | 2014年10月24日－             | 星期五 26時55分－27時25分 | 日本電視網          |                |
| 近畿地方 | 讀賣電視台       | 2014年11月3日－              | 星期一 27時12分－27時42分 | 日本電視網          | 「MANPA」第3部 |
| 廣島縣   | 廣島電視台       | 2014年11月5日－              | 星期三 25時59分－26時29分 | 日本電視網          |                |
| 長崎縣   | 長崎國際電視台   | 2014年11月22日－             | 星期六 25時39分－26時09分 | 日本電視網          |                |
| 日本全國 | NTV OnDemand     | 2014年10月8日－              | 星期三 24時00分 更新      | 網絡電視            |                |
| 日本全國 | Hulu             | 2014年10月8日－              | 星期三 24時00分 更新      | 網絡電視            |                |
| 日本全國 | NICONICO直播     | 2014年10月9日－              | 星期四 23時00分－23時30分 | 網絡電視            |                |
| 日本全國 | NICONICO頻道     | 2014年10月9日－              | 星期四 23時30分 更新      | 網絡電視            | 第1話免費      |
| 日本全國 | GyaO!            | 2014年10月9日－              | 星期四 24時00分 更新      | 網絡電視            |                |
| 日本全國 | 萬代頻道         | 2014年10月10日－             | 星期五 12時00分 更新      | 網絡電視            |                |
| 日本全國 | d Anime Store    | 2014年10月10日－             | 星期五 12時00分 更新      | 網絡電視            | 會員無限次收看 |

| 播放地區 | 播放電視台 | 播放日期                     | 當地播放時間     | 所屬聯播網  | 備註                           |
| -------- | ---------- | ---------------------------- | ---------------- | ----------- | ------------------------------ |
| 香港     | Animax     | 2014年10月9日－2015年3月26日 | 週四22:00－22:30 |             | UTC+8，有重播時段 與日同步放送 |
| 臺灣     | Animax     | 2014年10月9日－2015年3月26日 | 週四22:00－22:30 | 有線電視    | UTC+8，有重播時段 與日同步放送 |
| 臺灣     | Animax HD  | 2015年4月4日－4月27日        | 每天21:00－21:30 | 中華電信MOD |                                |

### BD／DVD
| 卷 | 發售日        | 收錄話         | 型號規格   | 型號規格   | 型號規格 |
| 卷 | 發售日        | 收錄話         | BD         | DVD        |          |
| -- | ------------- | -------------- | ---------- | ---------- | -------- |
| I  | 2015年3月18日 | 第1話～第12話  | VPXY-72950 | VPBY-29918 |          |
| II | 2015年7月22日 | 第13話～第24話 | VPXY-72955 | VPBY-29921 |          |

## 電影
同名改編電影由山崎貴執導，山崎貴及古澤良太共同編寫劇本，染谷將太、深津繪里及橋本愛主演。第一部預定於2014年11月29日於日本上映，台灣上映時間為2014年12月19日。新加坡上映時間為2015年1月15日。香港上映時間為2015年1月22日。2015年4月25日將於日本推出電影版完結篇，台灣上映時間為2015年5月8日。中国大陆于2016年9月2日上映上下部剪辑版。

### 演員表
| 角色               | 演員                        | 台灣配音           | 香港配音                          | 香港配音           |
| 角色               | 演員                        | 台灣配音           | 有線                              | TVB                |
| 二部都有登場的人物 | 二部都有登場的人物          | 二部都有登場的人物 | 二部都有登場的人物                | 二部都有登場的人物 |
| ------------------ | --------------------------- | ------------------ | --------------------------------- | ------------------ |
| 泉新一             | 染谷將太                    | 何志威             |                                   | 張裕東             |
| 米奇／右／MIGI     | 阿部貞夫 （配音、動作捕捉） | 官志宏             | 陳健豪                            | 李錦綸             |
| 田宮良子／田村玲子 | 深津繪里                    | 石薇               | 莎拉                              | 鄭麗麗             |
| 村野里美           | 橋本愛                      | 陳貞伃             | 鄭家蕙（第一部） 王慧珠（完结篇） | 凌晞               |
| 後藤               | 淺野忠信                    | 高銘孝             |                                   | 潘文柏             |
| 廣川剛志           | 北村一輝                    | 馬伯強             | 鄧永健                            | 陳欣               |
| 平間               | 國村隼                      | 官志宏             |                                   | 陳永信             |
| 倉森               | 大森南朋                    | 張騰               |                                   | 陳卓智             |
| 草野               | 岩井秀人                    | 何志威             |                                   | 陳廷軒             |
| 辻                 | 山中崇                      | 高銘孝             |                                   | 關令翹             |
| 第一部登場人物     |                             |                    |                                   |                    |
| 泉信子             | 余貴美子                    | 馮艾玫             |                                   | 陸惠玲             |
| 島田秀雄           | 東出昌大                    | 高銘孝             | 張振熙                            | 黃積權             |
| 中華料理店的店長   | 奥居俊二                    | 高銘孝             |                                   | 馮錦堂             |
| A                  | 池內萬作                    | 馬伯強             |                                   | 蕭徽勇             |
| 裕子               | 山谷花純                    | 林筱玲             |                                   | 廖杏茵             |
| 完結篇登場人物     |                             |                    |                                   |                    |
| 浦上               | 新井浩文                    | 馬伯強             |                                   | 麥皓豐             |
| 三木               | 皮耶瀧                      | 張騰               |                                   | 葉振聲             |
| 山岸               | 豐原功補                    | 張騰               |                                   | 葉振聲             |
| 護士               | 關惠美                      |                    |                                   | 林元春             |

### 製作團隊
- 原作：岩明均
- 劇本：古澤良太、山崎貴
- 音樂：佐藤直紀
- 攝影：阿藤正一
- 美術：林田裕至
- 導演、視覺特效：山崎貴
- 製作：電影「寄生獸」製作委員會（東寶、日本電視台聯播網、講談社、電通、ROBOT、日本出版販賣、GyaO!、Yahoo! JAPAN、KDDI）
- 出品：東寶

### 播放電視台
| 台灣 緯來電影台 週五晚間九點全台首播 |
| ------------------------------------ |
| 寄生獸完結篇 2016.02.12              |

## 電視劇
改編電視劇由延尚昊執導，柳勇在及延尚昊共同編寫劇本，全少妮、具教煥及李貞賢主演。

## 有聲漫畫
於2014年11月20日發布。在原作漫畫中增添了對白、音效等特效的作品，於NTT DOCOMO的動畫發佈服務「dVideo powered by BeeTV」公開
。第2話後每週一更新，全20話。主題曲為動畫片尾曲「IT'S THE RIGHT TIME」。
| - 泉新一：酒井廣大 - 米奇／右／MIGI：太田陽湖 - 村野里美：奈波果林 - 泉一之：山本兼平 - 泉信子：笠原晶 - 島田秀雄：亀山雄慈 - 原作：岩明均 - 演出：石川孝樹 - 總監：內部健太郎、龍貴大、須藤洋子 - 旁白：山本兼平 - 制作：THE EINS - 製作：BeeTV 片頭曲 「Let Me Hear 」 主唱：fear and loathing in las vegas 片尾曲 「IT'S THE RIGHT TIME」 主唱：三浦大知 | \| 話數[34] \| 日文標題 \| 中文標題 \| \| -------- \| -------- \| ---------- \| \| 第1話 \| \| 侵入 \| \| 第2話 \| \| 野獸 \| \| 第3話 \| \| 接觸 \| \| 第4話 \| \| 殺氣 \| \| 第5話 \| \| 勤勉好學 \| \| 第6話 \| \| 田宮良子 \| \| 第7話 \| \| 襲擊 \| \| 第8話 \| \| 種 \| \| 第9話 \| \| 母親 \| \| 第10話 \| \| 信念 \| \| 第11話 \| \| 別離 \| \| 第12話 \| \| 胸口的傷 \| \| 第13話 \| \| 無淚的悲傷 \| \| 第14話 \| \| 伙伴 \| \| 第15話 \| \| 消失的30% \| \| 第16話 \| \| 旅行結束 \| \| 第17話 \| \| 變貌 \| \| 第18話 \| \| 人類至上 \| |            |
| 話數 | 日文標題 | 中文標題   |
| 第1話 | | 侵入       |
| 第2話 | | 野獸       |
| 第3話 | | 接觸       |
| 第4話 | | 殺氣       |
| 第5話 | | 勤勉好學   |
| 第6話 | | 田宮良子   |
| 第7話 | | 襲擊       |
| 第8話 | | 種         |
| 第9話 | | 母親       |
| 第10話 | | 信念       |
| 第11話 | | 別離       |
| 第12話 | | 胸口的傷   |
| 第13話 | | 無淚的悲傷 |
| 第14話 | | 伙伴       |
| 第15話 | | 消失的30%  |
| 第16話 | | 旅行結束   |
| 第17話 | | 變貌       |
| 第18話 | | 人類至上   |

## 延伸漫画作品

### NEO寄生獸
《NEO寄生獸》是一個由講談社人氣青年漫畫家共同描繪的新漫畫系列，從全新的視點看寄生獸的故事。
| 話數   | 作者       | 講談社                         |
| ------ | ---------- | ------------------------------ |
| CASE1  | 萩尾望都   | （由良之門）                   |
| CASE2  | 太田モアレ | （今夜也Eat it）               |
| CASE3  | 竹谷隆之   | （後悔的老婆婆）               |
| CASE4  | 韮澤靖     | （寄生巨人）                   |
| CASE5  | 真島浩     | （露西與米奇）                 |
| CASE6  | PEACH-PIT  | （教教我吧！田宮良子老師）     |
| CASE7  | 熊倉隆敏   | （異類）                       |
| CASE8  | 皆川亮二   | （PERFECT SOLDIER）            |
| CASE9  | 植芝理一   | （米奇之旅）                   |
| CASE10 | 遠藤浩輝   | （EDIBLE）                     |
| CASE11 | 瀧波ユカリ | （寄生！江古田）               |
| CASE12 | 平本Akira  | （沒有下巴的阿健與我是寄生獸） |

| 講談社        | 講談社                 | 東立出版社   | 東立出版社             |
| 發售日期      | ISBN                   | 發售日期     | ISBN                   |
| ------------- | ---------------------- | ------------ | ---------------------- |
| 2016年7月22日 | ISBN 978-4-06-388156-1 | 2018年6月1日 | ISBN 978-986-486-775-2 |

### NEO寄生獸f
《NEO寄生獸f》（日語：ネオ寄生獣f）是一個由講談社人氣淑女漫畫家共同描繪的新漫畫系列，從全新的視點看寄生獸的故事。
| 話數   | 作者           | 講談社                   |
| ------ | -------------- | ------------------------ |
| CASE1  | 中村明日美子   | （怪物屋）               |
| CASE2  | 遠山繪麻       | （危★險放學後）          |
| CASE3  | 厘のミキ       | （王子）                 |
| CASE4  | 小嶋ララ子     | （與你永相伴）           |
| CASE5  | 由貴香織里     | （從未存在的神明）       |
| CASE6  | 久世番子       | （寄生食品）             |
| CASE7  | 小畑友紀       | （因為最喜歡）           |
| CASE8  | カシオ         | （心電感應者與寄生生物） |
| CASE9  | 黑榮悠         | （寄生生物・戀情）       |
| CASE10 | わたなべあじあ | （第一次・接觸）         |
| CASE11 | 美樹麻樹       | （被禁止的遊戲）         |
| CASE12 | 駿河光         | （掌之味）               |
| CASE13 | 新城一         | （秘密的圖書室）         |
| CASE14 | 金田一蓮十郎   | （別來無恙？）           |
| CASE15 | 成島由利       | （嶄新的一步）           |

| 講談社        | 講談社                 | 東立出版社    | 東立出版社             |
| 發售日期      | ISBN                   | 發售日期      | ISBN                   |
| ------------- | ---------------------- | ------------- | ---------------------- |
| 2015年3月23日 | ISBN 978-4-06-377151-0 | 2017年1月20日 | ISBN 978-986-470-988-5 |